# Caucus van Amerikaans-Samoa 2008
De caucus van Amerikaans-Samoa is een voorverkiezing die op 5 februari 2008 werd gehouden, de dag van Super Tuesday. Hillary Clinton en John McCain wonnen.

## Democraten
| American Samoa Democratische caucus 2008 | American Samoa Democratische caucus 2008 | American Samoa Democratische caucus 2008 | American Samoa Democratische caucus 2008 |
| Kandidaat                                | Stemmen                                  | Percentage                               | Nationale gedelegeerden                  |
| ---------------------------------------- | ---------------------------------------- | ---------------------------------------- | ---------------------------------------- |
| Hillary Clinton                          | 163                                      | 57,19%                                   | 2                                        |
| Barack Obama                             | 121                                      | 42,45%                                   | 1                                        |
| Mike Gravel                              | 1                                        | 0,35%                                    | 0                                        |
| Totaal                                   | 285                                      | 100,00%                                  | 3                                        |

## Republikeinen
| American Samoa Republikeinse caucus 2008 | American Samoa Republikeinse caucus 2008 | American Samoa Republikeinse caucus 2008 | American Samoa Republikeinse caucus 2008 |
| Kandidaat                                | Stemmen                                  | Percentage                               | Gedelegeerden                            |
| ---------------------------------------- | ---------------------------------------- | ---------------------------------------- | ---------------------------------------- |
| John McCain                              | Onbekend                                 | N/A%                                     | 9                                        |
| Mike Huckabee                            | Onbekend                                 | N/A%                                     | 0                                        |
| Ron Paul                                 | Onbekend                                 | N/A%                                     | 0                                        |
| Totaal                                   | Onbekend                                 | N/A%                                     | 9                                        |